# 西娅拉·格兰特
西娅拉·格兰特（英語：Ciara Grant；1993年6月11日—），爱尔兰共和国女子足球运动员，司职中场，目前效力于希伯尼安足球俱乐部和爱尔兰共和国国家女子足球队。她曾代表爱尔兰参加2023年国际足联女子世界杯。